# Araneus quadratus subviridis
Araneus quadratus là một phân loài nhện trong họ Araneidae.
Loài này thuộc chi Araneus. Araneus quadratus subviridis được Pelegrin Franganillo-Balboa miêu tả năm 1913.

## Hình ảnh

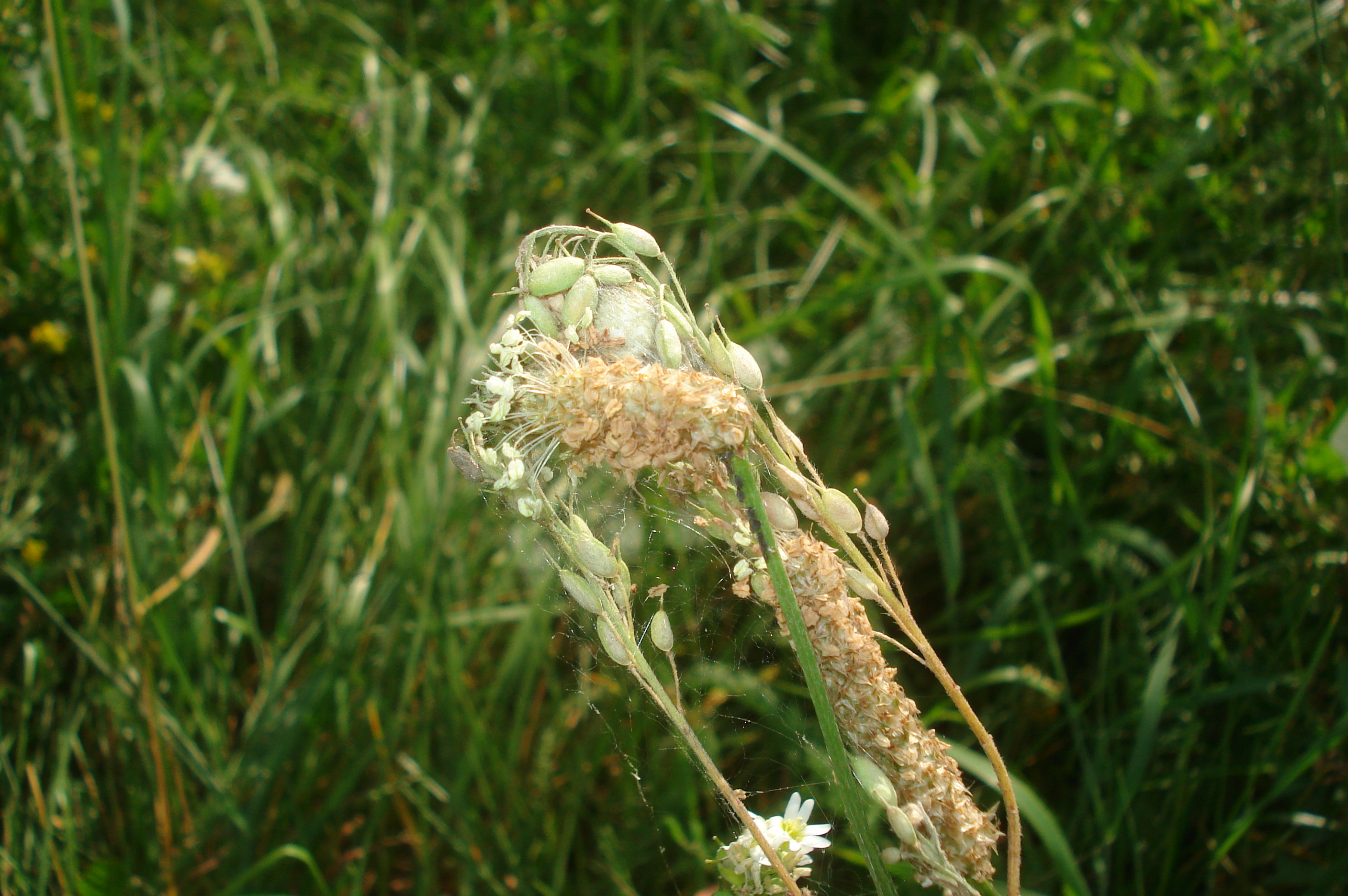
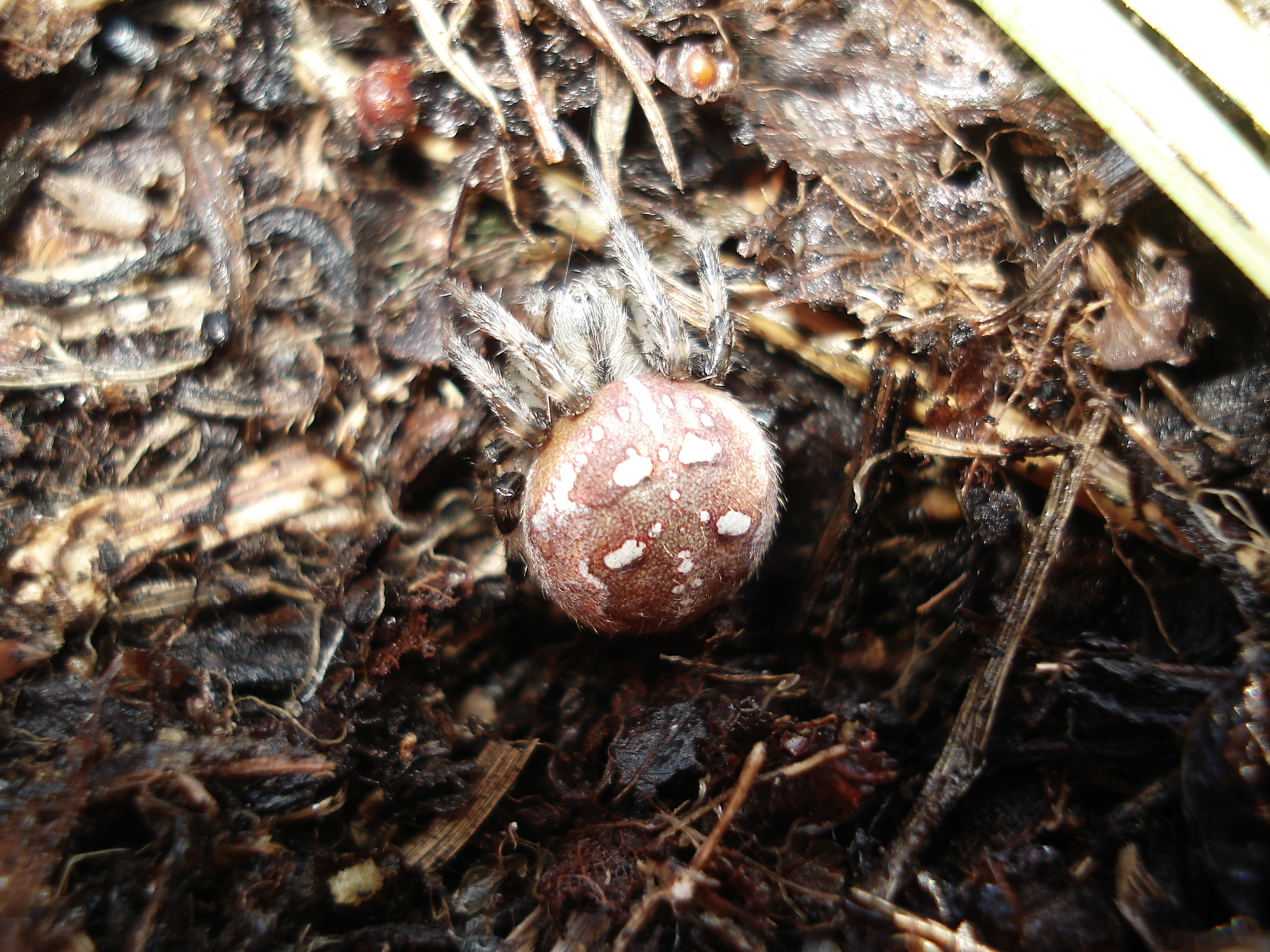
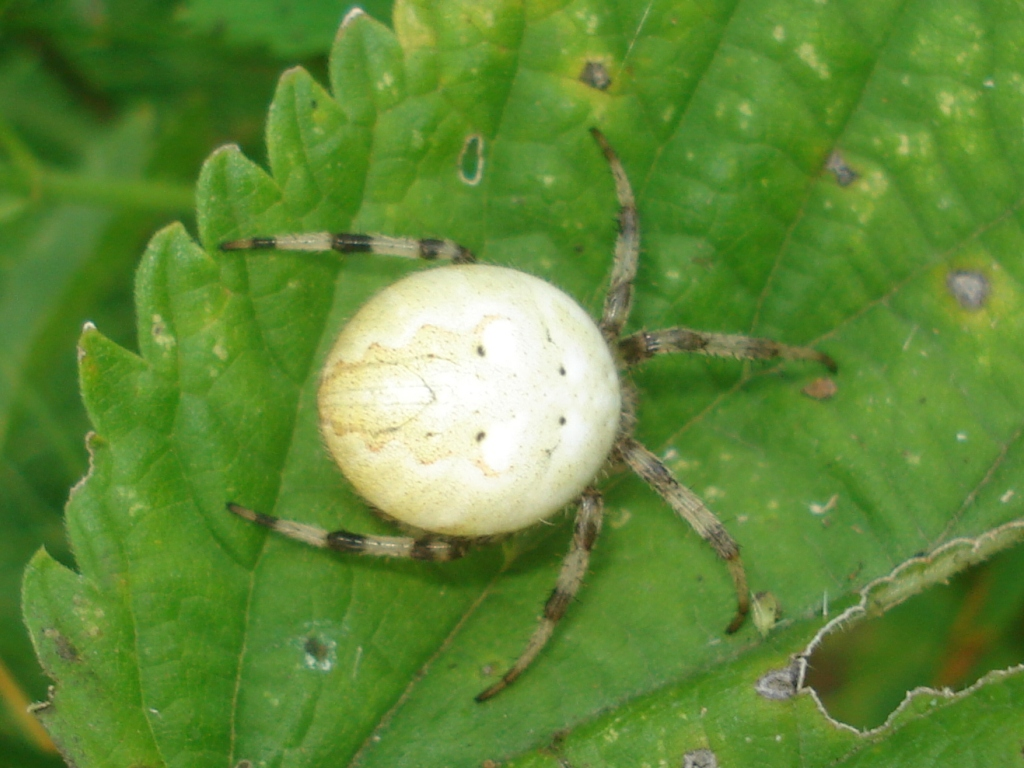